# 浦内川

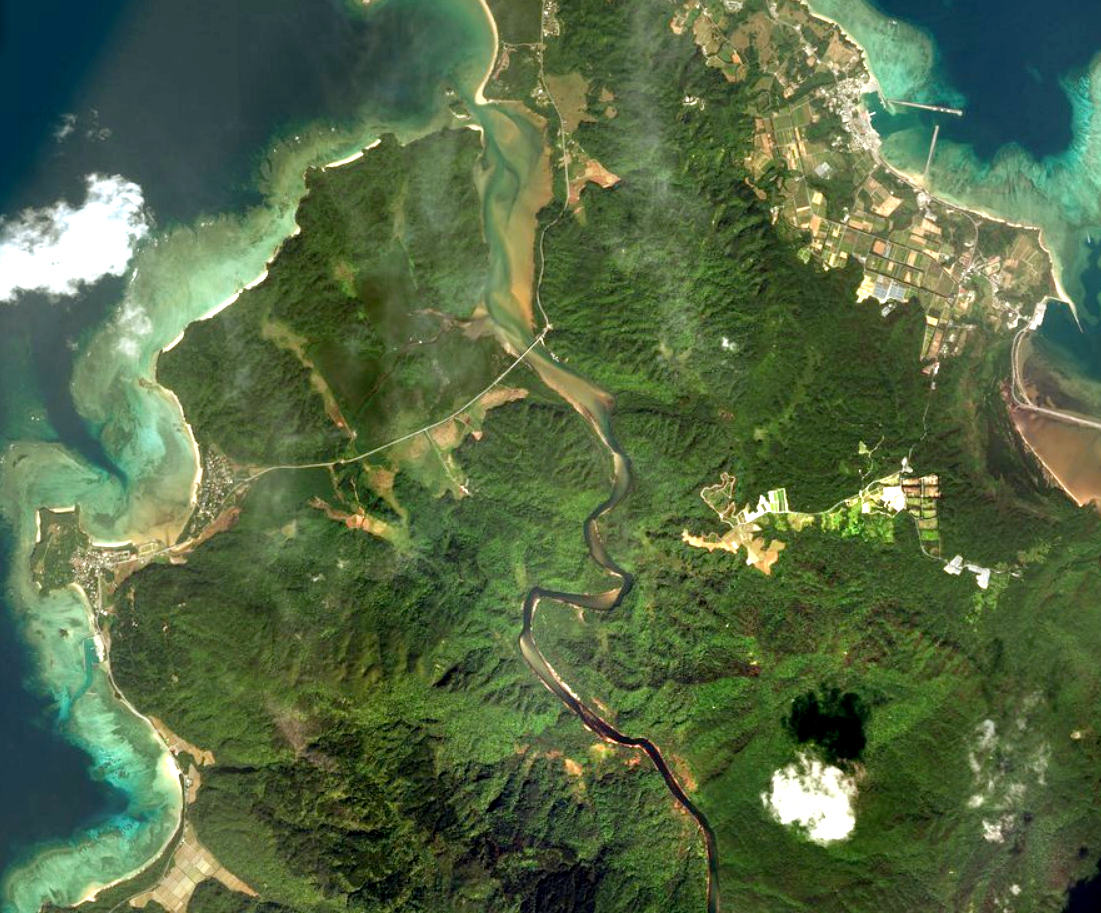
浦内川の航空写真（2017年）

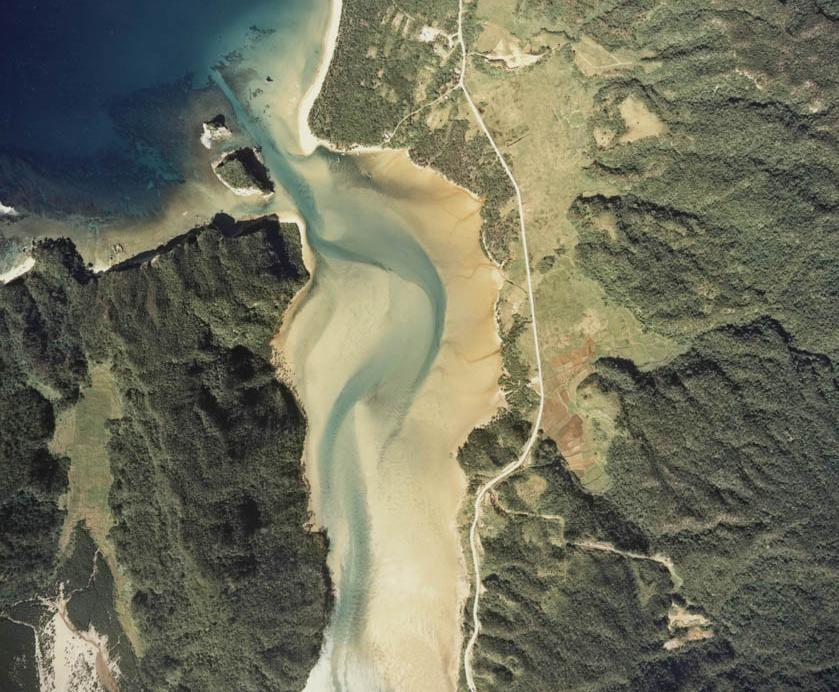
河口付近の三角江の干潟（2007年）

浦内川（うらうちがわ）は、沖縄県八重山郡の西表島中央部を流れる二級河川。沖縄県内で最長の河川である。

## 地理
島の中央にある標高312mの桑木山付近を源流とし、地質構造に制約を受けながら北西方向に向かって流れる。
上流にはカンピレーの滝やマリユドゥの滝がある。マリユドゥの滝の直下まで至る長大な汽水域を有しており、満潮時には、河口から約8kmの軍艦岩まで海水が遡る。河口付近は広大な三角江（エスチュアリー）の干潟となっており、オヒルギやメヒルギなどからなるマングローブ林が発達している。河口中央部にはアトゥク島がある。

## 自然
源流域が西表石垣国立公園の特別地域に、また、河口が第1種特別地域に指定されている。
汽水域は約400種に及ぶ魚類が生息する魚類の宝庫である。また、汽水域上端からマリユドゥの滝までの約1.5kmの淡水域には、日本では西表島のみに生息するウラウチフエダイをはじめ、シミズシマイサキ、ヨコシマイサキ、ニセシマイサキ、カワボラの5種の絶滅危惧種が生息している。2015年には、渇水対策のために、マリユドゥの滝下流に取水用の送水管が設置されており、環境への影響を懸念する声がある。滝壺にはウナギ、テナガエビ、コイメジロ等が住む。

## 歴史
浦内川の上流一帯は聖域とされてきた。1727年の『八重山島諸記帳』によれば当時は稲葉院と呼ばれており、若夏（旧暦4月-5月）には火気や飲食は厳禁とされ、被り物は脱ぐことが定められていた。
1647年頃の『宮古八重山両島絵図帳』によると河口部には船着場があった。元禄年間（1688年-1704年）に作成された『元禄国絵図』には「歩渡」、天保年間（1831年-1845年）に作成された『図天保国絵図』には「歩行渡」と書かれている。
河口の両岸には早くからウラダとよばれる水田地帯が開発されていた。
昭和初期には中流東岸に熊本営林局の事業所が設けられて、材木の伐採や植林などを行い小集落が形成されていたが、太平洋戦争が始まると事業は中止され、1944年の洪水で集落も廃された。また、1935年（昭和10年）から1943年（昭和18年）頃まで浦内橋上流の浦内川支流の宇多良川沿いに宇多良炭坑があった。
浦内川の中流域沿岸にはかつて稲葉という集落があり、戦前は石炭事業が、1960年代には八重山開発株式会社による林業が盛んであった。交通は不便でありながらも、恵まれた水田を背景に稲葉では豊かな生活が営まれ、1960年（昭和35年）頃には15戸程度の定住が見られた。しかし稲葉の人口は徐々に減少し、1968年（昭和43年）の台風5号の豪雨による甚大な被害をきっかけとして、翌1969年（昭和44年）には廃村となった。
1970年（昭和45年）に浦内橋（橋長272m、有効幅員6m）が竣工。浦内橋は老朽化が進んでいるため、2019年度から12年をかけて、上流側に隣接して橋長274m、幅員10m、片側歩道2mの新橋を架け替える計画である。

## 交通
河口には沖縄県道215号の浦内橋が架かっている。
浦内橋横には船着場があり、定期観光船で8km上流の船着場まで遡上できる。上流船着場からマリユドゥの滝やカンピレーの滝までは約2km。その先は前良川や仲間川に沿って島を横断する長大なエコツアーのコースとなっている。
また、浦内橋付近から宇多良炭鉱跡まで約1kmの遊歩道が整備されており、炭鉱跡には木道が整備されている。

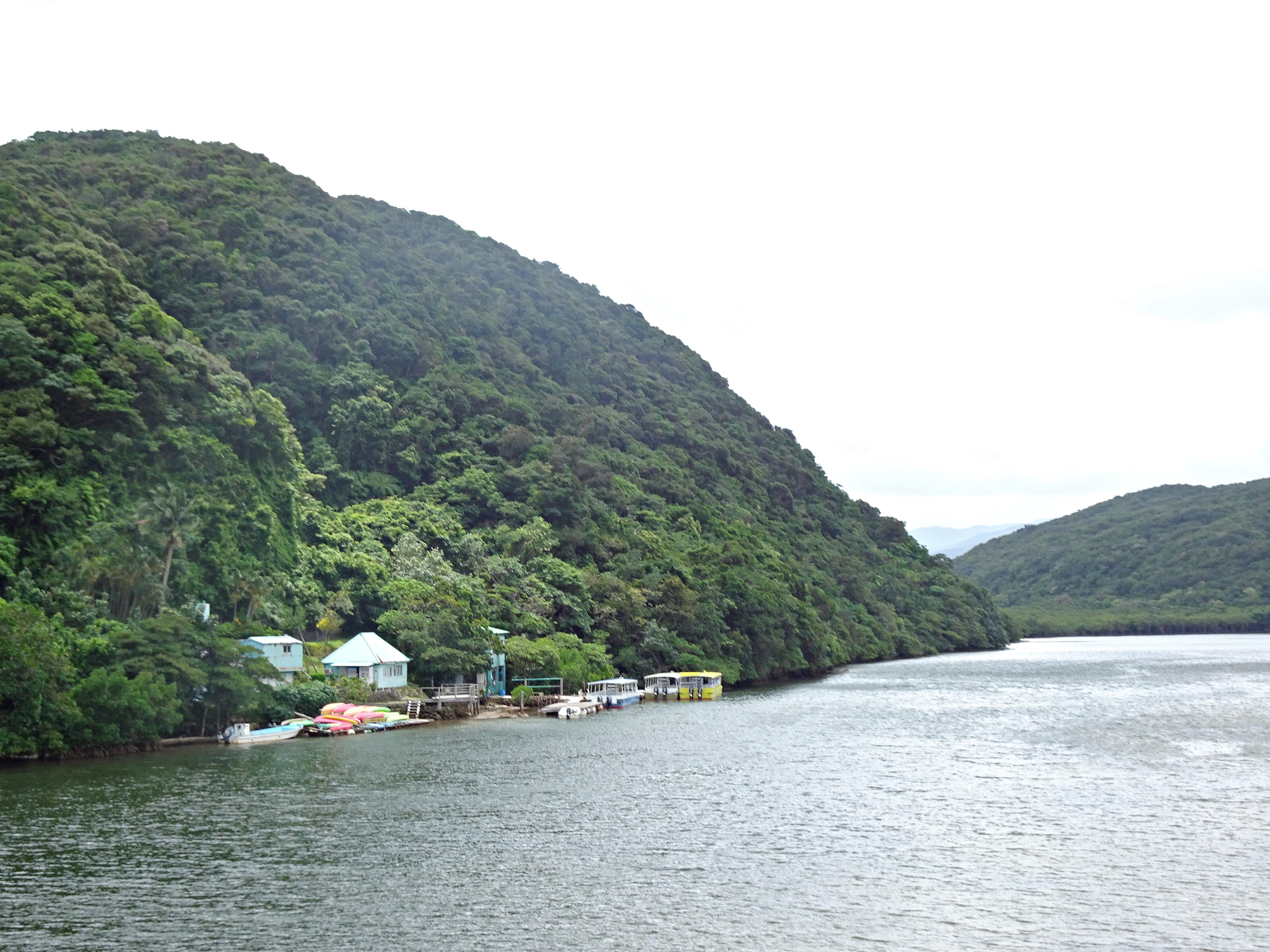
浦内橋横にある船着場